# Chodutka
Il Chodutka (in russo Ходутка?) è uno stratovulcano potenzialmente attivo situato nella parte meridionale della Kamčatka, in Russia.

## Descrizione
Il vulcano fa parte del massiccio vulcanico Chodutkin assieme agli stratovulcani Priëmyš (1202 m) e Piratkovskij (1322 m). Si è formato nel Pleistocene. Il cratere del Chodutka è pesantemente distrutto: la sua parte settentrionale è forata da una gola, e i pendii sono tagliati da barranchi. Il cratere e la gola sono pieni di ghiacciai. Ha un'altezza assoluta di 2090 m (2039 m secondo altre fonti). La sua altezza relativa è di 1750 m.
Era attivo durante l'Olocene, la sua ultima eruzione avvenne 2000-2500 anni fa. È composto da basalti-andesitici e andesiti. Il Priëmyš è una struttura vulcanica più antica, ha una forma conica e sulla sua sommità si trova un cratere ben conservato. Il Piratkovskij si trova a nord-est del Chodutka e del Priëmyš. Il fiume Pravaja Chodutka scorre nella valle tra i vulcani e sfocia nella baia Chodukta (Oceano Pacifico).